# Tournefortia khasiana
Tournefortia khasiana är en strävbladig växtart som beskrevs av Charles Baron Clarke. Tournefortia khasiana ingår i släktet Tournefortia och familjen strävbladiga växter. Inga underarter finns listade i Catalogue of Life.